# Machaerota brunnipes
Machaerota brunnipes is een halfvleugelig insect uit de familie Machaerotidae. De wetenschappelijke naam van deze soort is voor het eerst geldig gepubliceerd in 1918 door Schmidt.